# Кулик-сорока австралійський
Кулик-сорока австралійський (Haematopus fuliginosus) — вид сивкоподібних птахів родини куликосорокових (Haematopodidae).

## Поширення

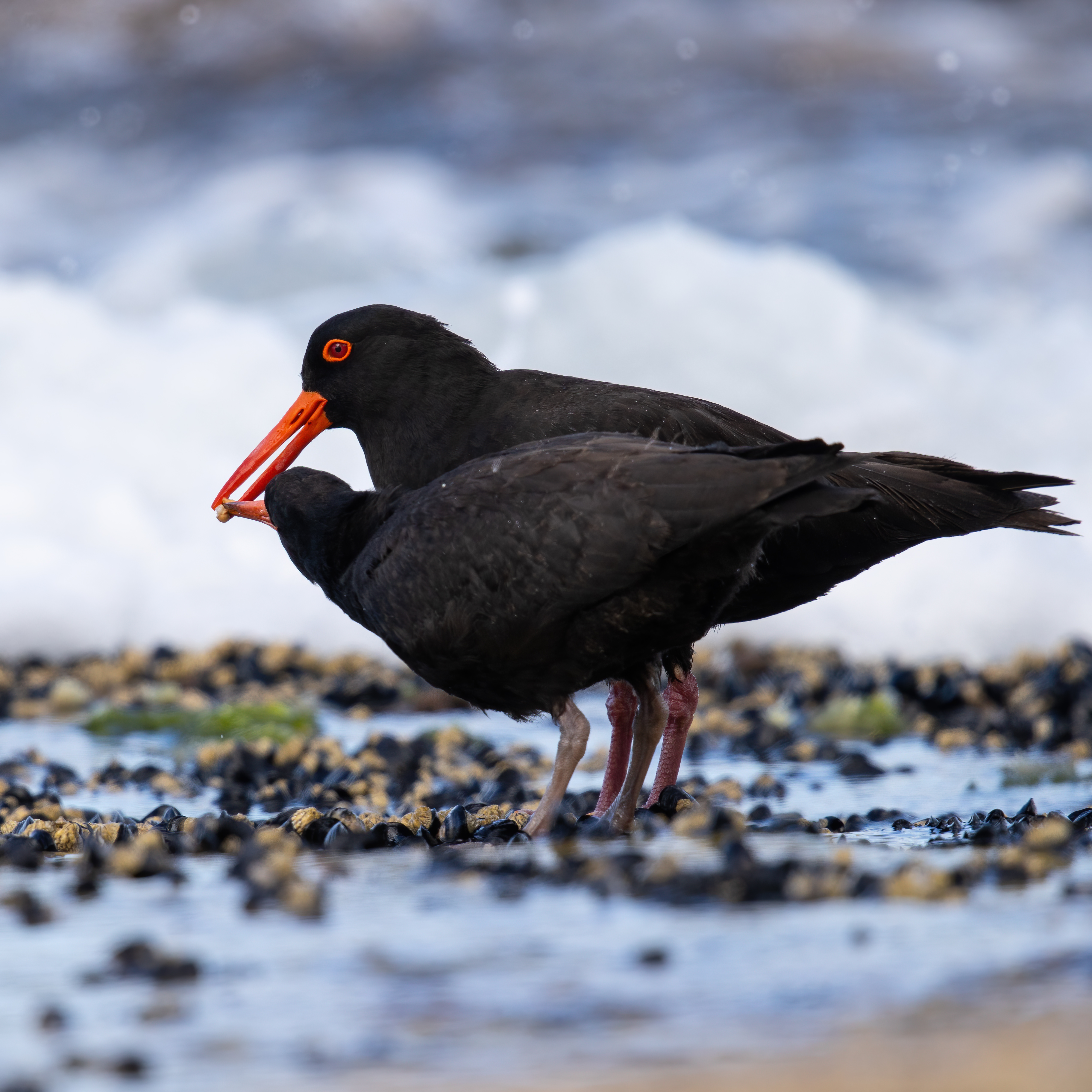
Кулік-сорока, узбережжя Тасманії

Ендемік Австралії. Поширений вздовж всього морського узбережжя материка та острова Тасманія.

## Опис
Тіло завдовжки до 42—52 см, вага до 980 г. Оперення чорного кольору. Короткий міцний дзьоб помаранчево-червоного кольору. Короткі й товсті ніжки рожевого кольору. Навколо очей є помаранчеве кільце.

## Спосіб життя

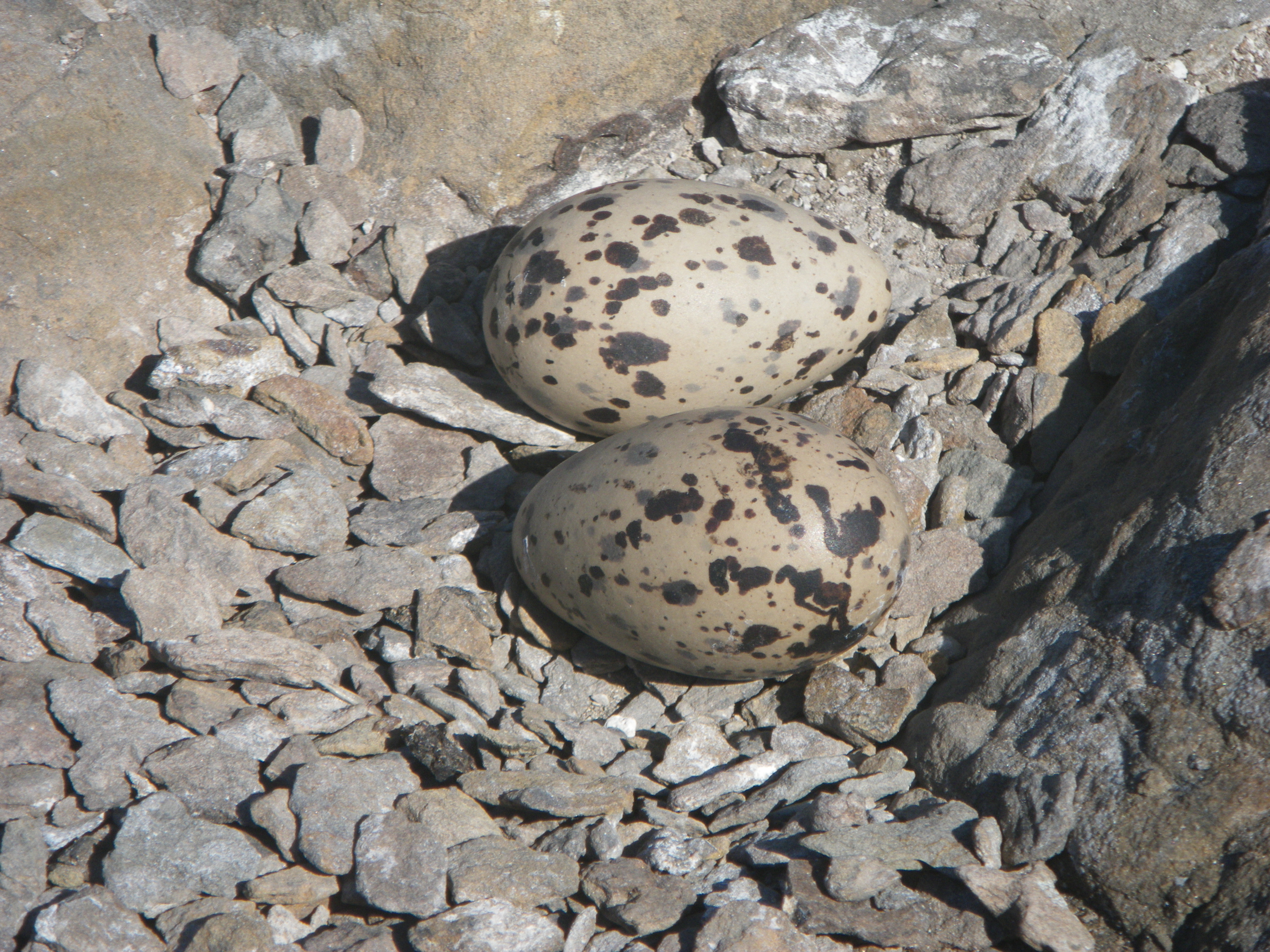
Яйця Haematopus fuliginosus

Птах живе на морському скелястому узбережжі або піщаних пляжах. Живиться молюсками, крабами та іншими безхребетними. Птахи стають статевозрілими у віці 3—4 роки. Сезон розмноження триває з жовтня по квітень. Гніздо будується на піщаному та скелястому узбережжі, на відстані від водної межі. Кладка складається з двох-трьох яєць. Насиджують обидва партнери по черзі. Інкубація триває 28—30 днів. Пташенята покидають гніздо через день після вилуплення. Батьки піклуються про молодь ще два-три місяці.